# Pentamerone
Il Pentamerone, também conhecido pelo seu subtítulo Lo cunto de li cunte (O conto dos contos), publicado originalmente em napolitano com o título Lo cunto de li cunti overo lo trattenemiento de peccerille (O conto dos contos ou entretenimento dos pequenos), é uma coleção de contos de fadas do século XVII do poeta e cortesão italiano Giambattista Basile.
As histórias nos Pentamerone foram coletadas por Basile e publicadas postumamente em dois volumes por sua irmã Adriana em Nápoles, em 1634 e 1636, sob o pseudônimo de Gian Alesio Abbatutis. Essas histórias foram posteriormente adaptadas por Charles Perrault e os Irmãos Grimm, estes últimos fazendo uso extensivo e reconhecido da coleção de Basile. Exemplos disso são versões de Cinderela, Rapunzel, O Gato de Botas, Bela Adormecida e João e Maria.
Enquanto outras coleções incluíram histórias que seriam chamadas de contos de fadas, seu trabalho é a primeira coleção em que todas as histórias se encaixam nessa única categoria. Ele não as transcreveu da tradição oral como um colecionador moderno e as escreveu em napolitano. Em muitos aspectos, foi o primeiro escritor a preservar as entonações orais.